# 에어브러시

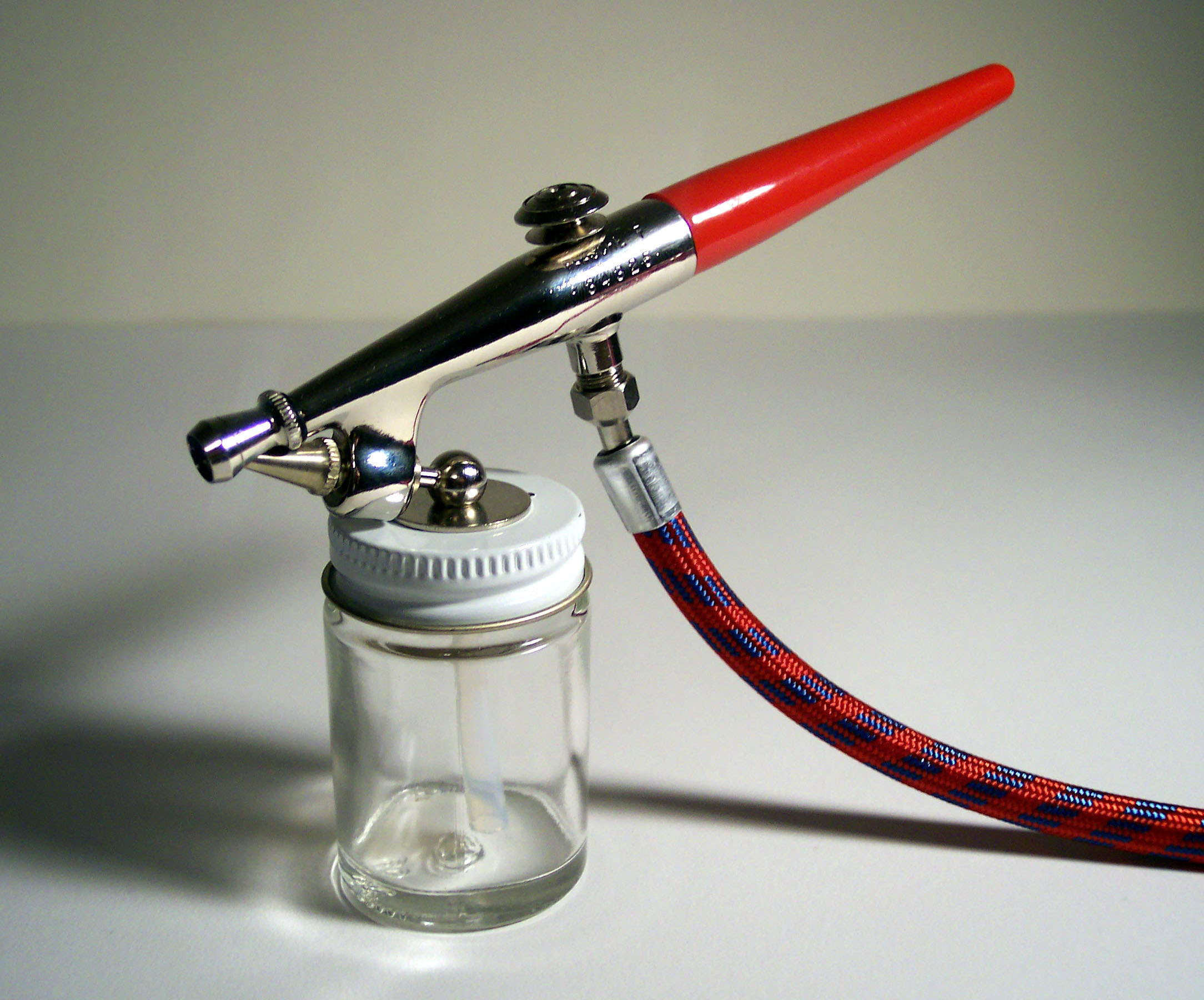
Paasche F#1

에어브러시(영어: airbrush, 공기붓)는 공기로 동작하는 조그마한 도구로, 잉크와 염료와 같은 다양한 매개체를 뿌린다. 에어브러시는 스프레이 건으로 발사한다.

## 종류
- 트리거
- 피드 시스템
- 믹스 포인트

## 용도
- 미술 및 삽화
- 사진 손질
- 벽칠
- 취미
- 에어브러시 메이크업
- TAT (일시적 에어브러시 문신)
- 에어브러시 태닝(tanning)
- 손가락 네일 아트
- 의류
- 자동차

## 안전
에어브러시를 빨아들이면 미세하게 흩어진 페인트와 용매가 건강에 심각한 위험을 일으킬 수 있다. OSHA(Occupational Safety and Health Administration) 등에서는 작업 환경에서의 위험을 막기 위하여 엄격한 요구 사항을 나열해 놓고 있다.

## 같이 보기
- H. R. 기거
- 만 레이
- 카산드르